# Jean de Calabre
Ne pas confondre avec son père Jean II de Lorraine, aussi appelé Jean de Calabre.
Jean, dit le bâtard de Calabre, mort à Nancy le 4 mars 1505, est le fils naturel du duc de Lorraine Jean II.

## Biographie
Jean, dit le bâtard de Calabre, est le fils naturel de Jean II duc de Lorraine et de Calabre, lui-même fils de René d'Anjou,,.
Le petit bâtard de Calabre est cité en 1460 sous la garde de Guyonne de Villiers, fille de Péronne de Villiers, dame d'Hérouval,. Jean de Calabre apparaît ensuite aux côtés de son père en 1469,. À la mort de celui-ci en 1470 à Barcelone, il lui succède comme lieutenant général de René d'Anjou (son grand-père, qui prétend au trône d'Aragon) au royaume d'Aragon. En 1471, le bâtard de Calabre réussit à ramener intacte l'armée en Lorraine,.
En 1475, pour faire face à l'invasion de la Lorraine par Charles le Téméraire, le duc de Lorraine René II donne à Jean de Calabre, qui est son cousin germain, le commandement de Nancy,,. Le bâtard de Calabre prépare la défense de la ville, mais celle-ci, assiégée par Charles le Téméraire à partir du 24 octobre, se rend le 26 novembre. Jean de Calabre passe alors au service de Charles le Téméraire, jusqu'à la mort de ce dernier en 1477,. 
Il vit ensuite en Provence, auprès de son grand-père René d'Anjou. Le 4 septembre 1478, René d'Anjou donne au bâtard de Calabre, qu'il apprécie, le comté de Briey et les terres de Sancy et de Pierrepont,,,. Il est aussi seigneur de Conflans-en-Jarnisy,.
Jean de Calabre se réconcilie avec René II de Lorraine,. En juillet 1480, après la mort de René d'Anjou, c'est Jean de Calabre qui prend possession du duché de Bar au nom de sa tante Yolande d'Anjou, mère de René II. À partir de ce moment, Jean de Calabre est fréquemment cité dans les actes du duc de Lorraine, qui lui verse une pension et des dons. En 1486, René II de Lorraine nomme Jean de Calabre son lieutenant général dans le royaume de Sicile,.
Le bâtard de Calabre est à la tête d'une maison composée de plusieurs nobles, enfants légitimes.
Il meurt à Nancy le 4 mars 1505 et est inhumé dans l'église Saint-Georges de Nancy,,,. 
Sans alliance, il laisse un fils naturel, né d'une concubine. Il s'agit de Ferri de Calabre, mort avant le 27 avril 1561. Valet de chambre du cardinal Jean de Lorraine, Ferri de Calabre est légitimé en 1521 et anobli, ainsi que ses enfants, par le duc Antoine de Lorraine en 1529,,.